# Teatre Bolxoi
|  | No s'ha de confondre amb Teatre Bolxoi Kàmenni. |

El Teatre Bolxoi o Gran Teatre (rus: Большо́й теа́тр, Bolxoi teatr), també conegut amb la transcripció Bolshoi, és un teatre històric de Moscou (Rússia) on tenen lloc representacions de ballet i òpera.

## Història
La companyia va ser fundada l'any 1776 pel príncep Piotr Urússov i Michael Maddox. Inicialment es donaven representacions en una casa particular, però l'any 1780 la companyia va adquirir el Teatre Petrovka i s'hi van començar a produir obres de teatre i òperes.

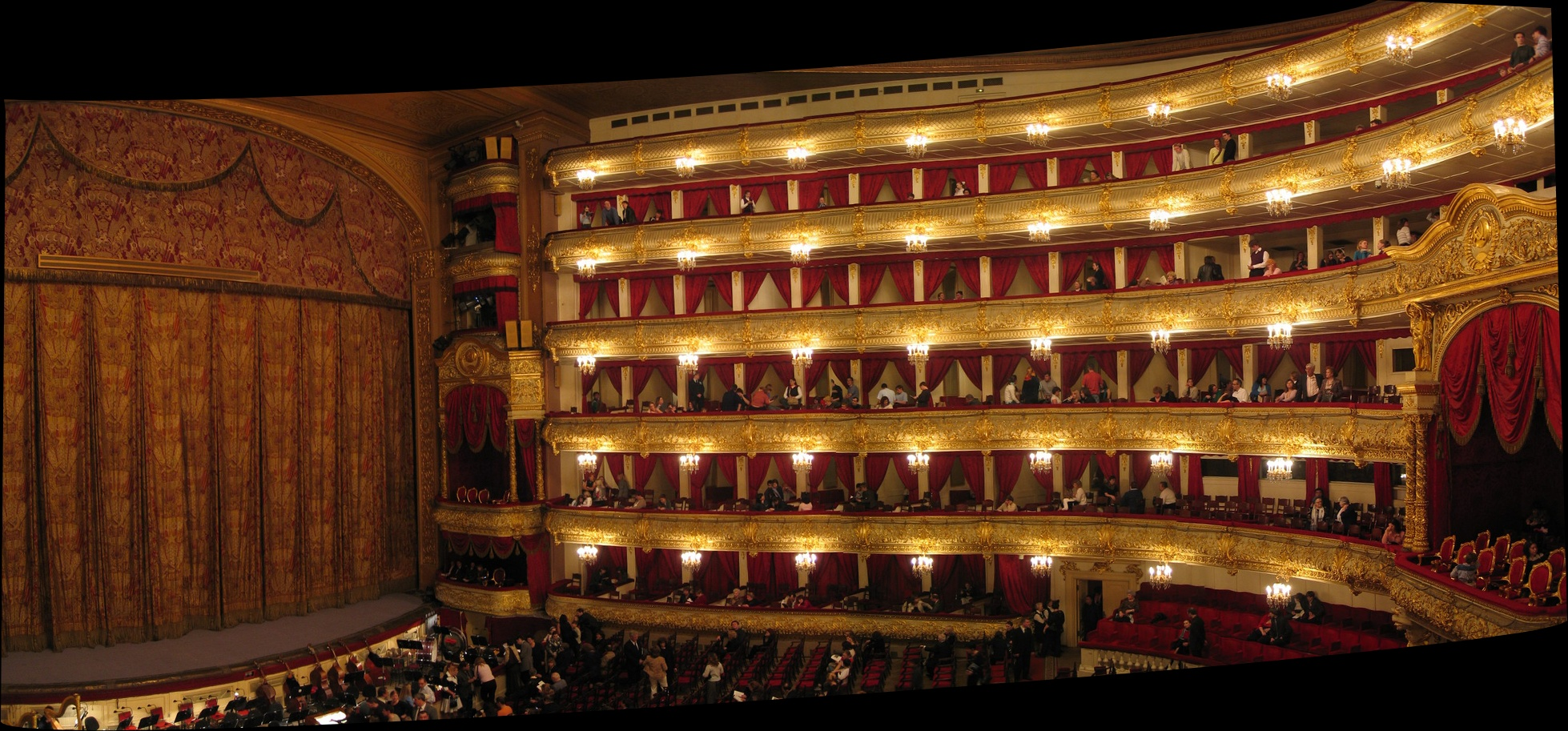
Sala principal del Teatre Bolxoi

L'edifici actual va ser construït l'any 1824 a la plaça del Teatre, per a substituir el Teatre Petrovka, que havia estat destruït pel foc l'any 1805. Va ser obra de l'arquitecte Andrei Mikhàilov, autor també del Teatre Mali (o «Petit») el mateix any, i situat prop del Bolxoi. En aquella època, tots els teatres russos eren de propietat imperial.
Tant a Moscou com a Sant Petersburg només hi havia dos teatres, l'un dedicat a l'òpera i el ballet (aquests eren coneguts com a Bolxoi Teatr) i l'altre per a tragèdies i comèdies (Mali Teatr). Atès que l'òpera i el ballet eren considerats més nobles que el drama, els teatres d'òpera i ballet van ser denominats «Gran Teatre» (большой, bolxoi, significa 'gran' en rus), i els teatres per al drama i la comèdia foren el «Petit Teatre» (малый, mali, significa 'petit').
El nom original del Teatre Bolxoi va ser Gran Teatre Imperial de Moscou, mentre que el Bolxoi de Sant Petersburg (enderrocat l'any 1886) s'anomenava Gran Teatre Imperial Kàmenni.
Va ser inaugurat el 18 de gener de 1825 amb la representació del ballet del català Ferran Sor, Cendrillon. Inicialment només s'hi representaven obres russes, però el repertori va anar ampliant-se amb obres de compositors estrangers a partir de 1840. L'any 1853 va haver-hi un incendi que va causar grans danys. La reconstrucció va estar a càrrec d'Albert Kavos, fill de Catterino Kavos, un compositor d'òpera, i es va reobrir l'any 1856. Durant la Segona Guerra Mundial va ser afectat per una bomba, però els danys van ser reparats ràpidament.
Durant el període comprès entre 2005 i 2011 s'hi van dur a terme complexos treballs de restauració, atesa la inestabilitat de l'edifici. Finalment, el 28 d'octubre de 2011 es va dur a terme la reobertura del teatre, celebrada amb un concert amb artistes internacionals i les companyies de ballet i de teatre. Poc temps després va tenir lloc la primera representació operística, Ruslan i Liudmila de Glinka.
El Nou Teatre Bolxoi, adjacent, continua representant el seu repertori. En tractar-se dels dos teatres més famosos de Moscou, són visitats sovint pels turistes, la qual cosa fa que els preus de les localitats siguin cars si es comparen amb altres teatres russos, particularment per als espectacles de ballet, amb preus comparables als dels teatres occidentals. Els concerts i l'òpera encara són competitius, però les tarifes s'apugen any rere any, entre els 200 i 1.000 rubles per localitat.
Al Bolxoi han tingut lloc moltes estrenes històriques, entre les quals destaquen El voivoda i Mazeppa de Txaikovski, Aleko i Francesca da Rimini de Rakhmàninov o Lady Macbeth de Mtsensk de Xostakóvitx.

## Ballet i òpera
El Bolxoi és un teatre de repertori, cosa que vol dir que disposa d'un quadre estable de produccions, qualsevol de les quals pot ser interpretada en una vesprada determinada. Normalment introdueix de dos a quatre nous espectacles d'òpera o ballet cada temporada, i en retira un nombre similar del quadre. Els decorats i el vestuari de la major part dels espectacles s'elaboren als mateixos tallers del teatre. Els intèrprets pertanyen majoritàriament a les companyies estables d'òpera i ballet del teatre, tot i que hi ha també aparicions estel·lars d'artistes invitats. En l'era postcomunista, hi ha hagut diversos intents de reduir la tradicional dependència de les abundants subvencions públiques.
El Bolxoi s'ha vist associat des dels seus orígens amb el ballet. El ballet El llac dels cignes de Txaikovski hi va ser estrenat el dissabte 4 de març de 1877 (calendari julià). Altres pedres de toc del repertori del teatre són La bella dorment i El trencanous de Txaikovski, Giselle d'Adolphe Adam, Romeu i Julieta de Serguei Prokófiev, Spartacus d'Aram Khatxaturian, i La rosella roja (1927) de Reinhold Glière, interpretada per la Geltser. Durant l'època soviètica, les gires internacionals del ballet del Bolxoi van ser una important font de prestigi cultural, així com un mitjà de recaptació de divises, amb el resultat que el Ballet del Bolxoi va esdevenir una companyia molt coneguda a Occident. En l'actualitat, les companyies d'òpera i de ballet del teatre continuen la seua política de gires internacionals.
La companyia d'òpera està especialitzada en els clàssics de l'òpera russa, com ara Borís Godunov de Mússorgski, Una vida pel tsar de Glinka o La núvia del tsar de Rimski-Kórsakov, així com les òperes de Txaikovski. També s'hi interpreten moltes obres de compositors occidentals, especialment italians com Rossini, Verdi i Puccini. Fins a mitjan dècada del 1990, la major part de les òperes estrangeres en cantaven en rus, però en l'actualitat l'italià i altres llengües poden escoltar-se més sovint sobre l'escenari.
Algunes òperes, com El príncep Ígor de Borodín, inclouen llargues escenes de ballet. La major part dels espectacles, especialment els d'òpera clàssica russa, es donen amb gran magnificència i requereixen dotzenes de cantants i ballarins en les escenes de conjunt.

## Renovació de l'edifici del Bolxoi
- El Teatre Bolxoi Kàmenni va ser un teatre de Sant Petersburg. Es trobava prop del Teatre del Circ (reconstruït l'any 1860 com a Teatre Mariïnski), però va ser reemplaçat l'any 1890 per l'actual edifici del Conservatori de Sant Petersburg. Va ser al Bolxoi de Sant Petersburg on es van estrenar les òperes de Glinka Una vida pel tsar i Ruslan i Liudmila.

## Directors musicals
- Aleksandr Vedérnikov (2001–)
- Mark Ermler (1998–2000)
- Aleksandr Làzarev (1987–1995)
- Iuri Símonov (1970–1985)

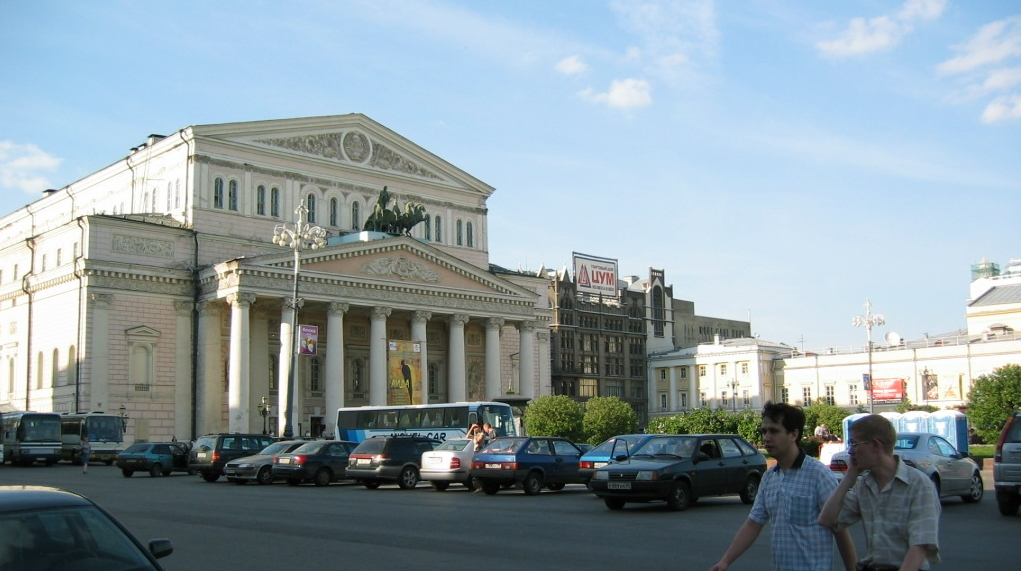
Plaça del Teatre, a Moscou. La quadriga sobre el pòrtic és obra de l'escultor Peter Clodt von Jürgensburg.

- Guennadi Rojdéstvenski (1965–1970)
- Ievgueni Svetlànov (1963–1965)
- Aleksandr Mélik-Paixàiev (1953–1963)
- Nikolai Golovànov (1948 –1953)
- Ari Pazovski (1943–1948)
- Samuïl Samossud (1936–1942)
- Fuat Mansúrov

## Cantants destacats
- Dmitri Alekséievitx Smirnov (1903-1910).